# 山﨑努
山﨑 努（やまざき つとむ、1936年〈昭和11年〉12月2日 - ）は、日本の俳優。妻は元宝塚歌劇団星組出身の黛ひかる。娘は山崎直子。

## 来歴

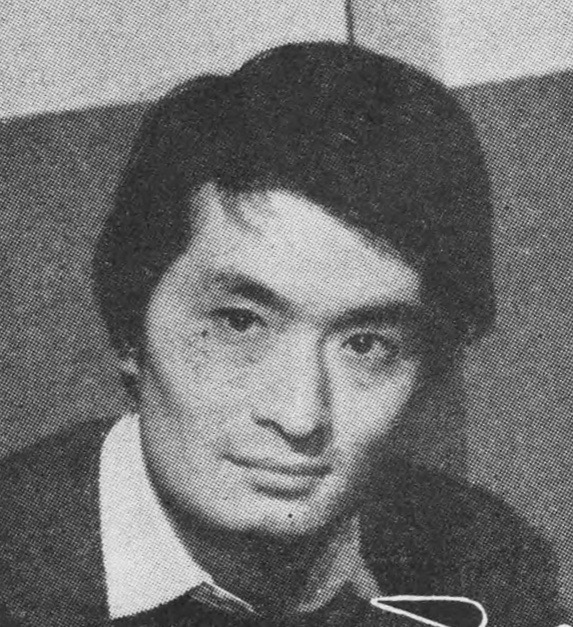
『婦人生活』1964年4月号より

千葉県東葛飾郡松戸町（現︰松戸市）出身。東京都立上野高等学校卒業。
俳優座養成所を経て、1959年に文学座に入団。
1960年、岡本喜八監督作品の『大学の山賊たち』で映画デビュー。
1963年、劇団雲結成に参加し、1975年の劇団雲分裂を機にフリーになる。
1963年、黒澤明監督作品のサスペンス映画『天国と地獄』で誘拐犯・竹内銀次役を演じ、一躍注目を浴びる。この年、前年のNHKドラマ『アラスカ物語』 での共演がきっかけで交際していた元・宝塚歌劇団星組の黛ひかると結婚。結婚の際、仲人を務めたのは交際のきっかけとなった『アラスカ物語』の脚本を担当した石原慎太郎だった。
1965年、『赤ひげ』で佐八役を演じて以降、活躍の場をテレビなどにも広げるが、しばらくの間は、映画ではこれというインパクトを残せなかった。この間、黒澤明が監督を務めることになり、撮影も開始された映画『トラ・トラ・トラ!』では源田實海軍中佐という重要な役を演じることとなっていたが、黒澤が監督を降板したため、山崎も出演を辞退した。
1973年、『必殺仕置人』の念仏の鉄役に起用される。本役は中村主水（演：藤田まこと）・棺桶の錠（演：沖雅也）と並び、シリーズ屈指の人気キャラクターとなり、続編である『新・必殺仕置人』にも出演した。ただし、「同じ役は二度と演じたくない」というポリシーももっていた。
1975年、劇団雲を退団し、山崎にとっては初の東映映画出演かつヤクザ映画初出演となる、『新仁義なき戦い 組長の首』に出演。
1977年、『八つ墓村』では、青白く無表情で頭にL字型ライトを二本付けて、日本刀と猟銃を手に次々と村人を殺害していく殺人鬼・多治見要蔵役を演じ、強烈な印象を残し、作品も大ヒットとなった。
1980年、黒澤明監督の映画『影武者』で武田信玄の弟であり、信玄の影武者でもある武田信廉を演じ、キネマ旬報報知映画賞助演男優賞を受賞した。またNHKの全4話のドラマ『ザ・商社』（原作『空の城』）では和田勉と組み個性的な商社マンを好演、以降、和田勉作品に多数出演するようになる。
1984年の『お葬式』以降、伊丹十三監督作品には連続起用された。
2000年、紫綬褒章受章。同年に緒形拳も受章した。
行定勲監督作品にも2001年の『GO』、2004年の『世界の中心で、愛をさけぶ』と連続起用され、鍵を握る役どころを演じた。
2004年のNHKスペシャル（2004年4月 - 11月）、『地球大進化〜46億年・人類への旅』ではナビゲーターを務めた。
2007年、秋の叙勲で旭日小綬章を受章。
2012年、沖縄県の沖縄美ら海水族館のPR活動を担う初の名誉館長に、同館前館長・内田詮三とともに任命される。美ら海水族館での実話を元に制作された2007年公開の映画『ドルフィンブルー フジ、もういちど宙へ』で水族館長を演じた事が縁となっている。
2019年、『長いお別れ』で認知症に蝕まれる父・東昇平役を演じた。この作品以降怪我をした妻の介護などから俳優業を一時的に休業していたが2022年4月5日・6月7日放送のNHKドラマ・「正直不動産」で約3年ぶりに俳優業を再開している。同年4月5日からツイッターも始め、自身が応援している読売ジャイアンツやかつて出演した必殺シリーズ、また自身と同じ日からツイッターを始め共演などで親交のある山下智久についての投稿を行うと山下がリツイートするなど精力的に活動をしている。

## 人物・エピソード
- 「一つの役を何度も演じていると飽きてしまうから」という理由で、同じ役柄は余り演じることは無いが[8]、『必殺仕置人』（1973年）、『新・必殺仕置人』（1977年）ではそれぞれ「念仏の鉄」を演じた。「途中で足を引きずってみたり、髪型変えたりしてね、キャラクターをいろいろ変えて、退屈を紛らわせていました。」と話している[17]。また火野正平は山崎が監督に見せる為に念仏の鉄という役柄について書いた紙を現場に持ってきたこともあると話した[18]。
- また自身の代表作は「今も、事あるごとに鉄の名前を挙げていただくんですよ。いろいろ映像の仕事やってきたけど、みなさんからそこまでおっしゃっていただくと、念仏の鉄が僕の演じた役の中で、代表作なんじゃないかなって。何かそう思えてきちゃいますよね」と必殺仕置人と新必殺仕置人で演じた、念仏の鉄ではないかと話している[17]。
- 雲霧仁左衛門を演じるにあたり、雲霧だけでなく、他の池波正太郎作品をも読み漁り役に挑んだ[19]。
- 共演した藤村富美男に誘われて、甲子園球場で巨人対阪神のOB戦を観戦したが、巨人ファンである山崎はつい声を出して巨人を応援した[20]。
- 前述の通り、子供の頃より野球好きである[21]。巨人の2軍が練習していた巨人多摩川グラウンドでは選手に交じって白球を追ったこともある[21]。
- 野球好きが高じ、出演した「鏡子の家」（岸田今日子主演）では、演者、スタッフの野球チーム「鏡子の家 エロティックス」を結成している[21]。
- 三船敏郎とは黒澤明の映画に出演時に親しくなり、三船が山崎を車で送ったりしていた、また現場で互いに物まねし合っていた[22]。
- 『徹子の部屋』（1985年5月20日放送分に出演）や『森田一義アワー 笑っていいとも!』の「テレフォンショッキング」（1985年5月21日放送分に出演）など、稀に出演するが、トーク番組等のバラエティにはほとんど出演しない[23]。
- CM出演では、豊川悦司と共演した「サッポロ黒ラベル」、日本長期信用銀行（現・SBI新生銀行、特別広報部長として出演）や、約12年に渡ってイメージキャラクターを務めたトヨタ・クレスタが有名である。
- 1985年7月、自身でプロデュースした舞台『ピサロ』（PARCO劇場）[24] に渡辺謙を起用。渡辺とはこの年、映画『タンポポ』でも共演しており、渡辺は以来、山崎を師と仰いでいる。2012年の映画『はやぶさ 遥かなる帰還』では久々の共演を果たした[25]。
- 1992年11月12日（木曜日）、隣家の火事に気付き消火活動を行い、家の中から悲鳴が聞こえたため水をかぶり中に突入し、逃げ遅れた老夫婦を抱きかかえて救出した[26]。

## 出演作品

### テレビドラマ
- 松本清張シリーズ・黒い断層（ラジオ東京テレビ）
  - 第13回・14回「失敗」（1960年）
  - 第27回・29回「失踪」（1961年）
- 松本清張シリーズ「顔」（1966年、関西テレビ）
- テレビ指定席「都会の顔－ウィリアム・アイリッシュ「幻の女」より」（1966年、NHK総合）
- 大河ドラマ（NHK総合）
  - 三姉妹（1967年） - 青江金五郎（小杉晋一郎）
  - 新・平家物語（1972年） - 平時忠
- われら弁護士（1968年、日本テレビ）
- テレビ文学館「赤西蠣太」（1968年、毎日放送）
- 写楽はどこへ行った（1968年、NHK総合） - 北斎
- ザ・ガードマン（TBS・大映テレビ室）
  - 第253話「逃亡のカサブランカ」（1970年）
  - 第256話「アムステルダム空港の女」（1970年）
  - 第261話「モロッコの真赤な太陽」（1970年）
- 岡っ引どぶ（1972年、関西テレビ） - どぶ
- 私という他人（1973年、TBS）
- 眠狂四郎 第17話「岡っ引どぶが来た」（1973年、関西テレビ・東映）
- 無宿侍　第１話「掟討ち」(1973年）-弥藤次
- 必殺シリーズ（朝日放送）  
  - 必殺仕置人（1973年） - 念仏の鉄
  - 助け人走る（1973年 - 1974年） - ナレーター
  - 必殺からくり人・血風編（1976年） - 土左ヱ門
  - 新・必殺仕置人（1977年） - 念仏の鉄
- 女の気持（1974年 - 1975年、フジテレビ）
- うしろの正面（1975年、NET） - 田所
- 新・七人の刑事 （1975年、TBS）
- 明治の群像 海に火輪を（1976年、NHK総合）
- 女の河（1977年、フジテレビ） - 支倉康郎
- 祭ばやしが聞こえる（1977年、日本テレビ） - 高橋鷹男
- 死人狩り（1978年、日本テレビ）※特別出演
- 浮浪雲 第2話（1978年、テレビ朝日） - 坂本龍馬
- 飢餓海峡（1978年、フジテレビ）
- ザ・商社（1980年、NHK総合、原作松本清張『空の城』） - 上杉二郎
- 価格破壊（1981年、NHK総合、原作城山三郎『価格破壊』）
- 松本清張シリーズ・けものみち（1982年、NHK総合） - 小滝章二郎
- 早春スケッチブック（1983年、フジテレビ）
- 松本清張シリーズ・波の塔（1983年、NHK総合） - 結城庸雄
- 火曜サスペンス劇場
  - 帰郷－妻が消えた－（1984年10月23日、日本テレビ）
  - あなたに似た人（1987年10月27日、日本テレビ）
  - 九門法律相談所シリーズ（1993年～1999年、日本テレビ） - 九門耕作
- 脱兎のごとく 岡倉天心（1985年、NHK総合）- 岡倉天心
- 水曜ドラマスペシャル・ただ一度の人生（1986年、TBS）- 尾田雄一／山根耕次
- 北の海峡（1988年5月3日　NHK総合）-  坂上辰造 役
- 直木賞作家サスペンス「ブルースはお好き」（1989年2月6日、関西テレビ） - 安田正一
- 他人にいえない職業の男（1991年1月16日、日本テレビ）-  村上登
- 実録犯罪史シリーズ・新説・三億円事件（1991年、フジテレビ）
- せつない春（1995年4月12日、テレビ東京）
- 雲霧仁左衛門（1995年、フジテレビ）
- 阿部一族（1995年、フジテレビ、松竹京都）
- 鑑定人・神崎竜治 (1) ～極意は心にあり～（1996年5月10日、フジテレビ）
- 鑑定人・神崎竜治 (2) ～極意は片想いにあり～（1997年6月13日、フジテレビ）
- 世にも奇妙な物語「自殺悲願」（1997年10月6日、フジテレビ）
- 世紀末の詩（1998年、日本テレビ）
- 貯まる女（1999年、テレビ東京）
- つぐみへ…〜小さな命を忘れない〜（2000年、テレビ朝日）
- 少年たち 第2シリーズ（2001年、NHK総合）
- 御家人斬九郎 第5シリーズ 第10話「最後の死闘」（2001年、フジテレビ）
- ラベル（2003年、BS-i）
- 天下騒乱〜徳川三代の陰謀（2006年、テレビ東京） - 徳川家康
- クロサギ（2006年4月、TBS） - 桂木敏夫
- あの日、僕らの命はトイレットペーパーよりも軽かった（2008年、日本テレビ）
- 赤い指〜『新参者』加賀恭一郎再び!（2011年1月3日、TBS） - 加賀隆正
- 最高の人生の終り方〜エンディングプランナー〜（2012年、TBS） - 岩田逸郎
- 土曜ドラマスペシャル・キルトの家（2012年1月28日、2月4日、NHK総合） - 橋場勝也
- 新春ドラマスペシャル “新参者”加賀恭一郎「眠りの森」（2014年1月2日、TBS） - 加賀隆正
- ルーズヴェルト・ゲーム（2014年、TBS） - 青島毅
- 2夜連続スペシャルドラマ・レッドクロス〜女たちの赤紙〜（2015年8月1日・2日、TBS） - 天野大祐
- “くたばれ”坊っちゃん（2016年6月22日、NHK総合） - 老人  [27]
- スペシャルドラマ・LEADERS II（2017年3月26日、TBS） - 大島磯吉
- テレビ東京開局55周年特別企画ドラマスペシャル・Aではない君と（2018年9月21日、テレビ東京） - 吉永克彦 [28]
- 正直不動産 第1話・最終話（2022年4月5日・6月7日、NHK総合）- 石田努 [29]
  - 正直不動産スペシャル（2024年1月3日、NHK総合・NHK BSプレミアム4K）[30][31]
  - 正直不動産2（2024年1月9日 - 3月12日、NHK総合・NHK BSプレミアム4K）[31]
- アトムの童 第8話 - 最終話（2022年12月4日 - 12月11日、TBS）- 伊原総一郎 [32]

### 映画
- 大学の山賊たち （1960年）
- 地の涯に生きるもの （1960年）
- 東京夜話 （1961年）
- その場所に女ありて （1962年）
- 明日ある限り （1962年）
- 娘と私 （1962年）
- 雪の降る街に （1962年）
- おへその大将（1962年）
- 天国と地獄 （1963年）
- 五十万人の遺産 （1963年）
- 太陽は呼んでいる （1963年）
- 女の歴史 （1963年）
- 恐怖の時間 （1964年）
- 悪の紋章 （1964年）
- 肉体の学校 （1965年）
- 赤ひげ （1965年）
- 姿三四郎 （1965年）
- 香港の白い薔薇 （1965年）
- 悪の階段 （1965年）
- 愛の手紙は幾歳月 （1966年）
- あかね雲 （1967年）
- 続・男はつらいよ （1969年）
- 富士山頂 （1970年）
- 顔役 （1971年）
- 人間標的 （1971年）
- 黒の奔流 （1972年）
- 女生きてます 盛り場渡り鳥 （1972年）
- 仁義なき戦いシリーズ
  - 新仁義なき戦い 組長の首 （1975年）
  - その後の仁義なき戦い （1979年）
- 八つ墓村 （1977年）
- 皇帝のいない八月 （1978年）
- 夜叉ヶ池 （1979年）
- 影武者 （1980年）
- 地震列島 （1980年） - 気象庁長官[33]
- スローなブギにしてくれ （1981年、角川映画）
- 飛鳥へ、そしてまだ見ぬ子へ （1982年）
- ダイアモンドは傷つかない （1982年）
- 道頓堀川 （1982年）
- さらば箱舟 （1984年）
- お葬式 （1984年）
- タンポポ （1985年）
- マルサの女 （1987年）
- ハリマオ （1989年）
- 舞姫 （1989年）
- 利休 （1989年） - 豊臣秀吉
- 泣きぼくろ （1991年）
- 僕らはみんな生きている （1993年）
- 水の旅人 侍KIDS （1993年）
- 女ざかり （1994年）
- 静かな生活 （1995年）
- Beautiful Sunday （1998年）
- あ、春 （1998年）
- サラリーマン金太郎 （1999年）
- 天国から来た男たち （2001年）
- 女学生の友 （2001年）
- Go! （2001年、日活＝NHKエンタープライズ21）
- GO （2001年、東映）
- 模倣犯 （2002年、東宝）
- 刑務所の中 （2002年）
- 13階段 （2003年）[34]
- 死に花 （2004年）
- 世界の中心で、愛をさけぶ （2004年、東宝）[35]
- 雪に願うこと （2006年）
- ドルフィンブルー フジ、もういちど宙へ （2007年、松竹）
- 映画 クロサギ （2008年）[36]
- クライマーズ・ハイ （2008年、東映 / ギャガ）
- おくりびと （2008年、松竹）[37]
- ラーメンガール （2009年、ワーナー・ブラザース）
- こおろぎ （2009年）
- カムイ外伝 （2009年、松竹） - ナレーター
- SPACE BATTLESHIP ヤマト （2010年） - 沖田十三
- 麒麟の翼 〜劇場版・新参者〜 （2012年、東宝）
- はやぶさ 遥かなる帰還 （2012年、東映）
- キツツキと雨 （2012年、角川映画） - 羽場敬二郎 役[38]
- 藁の楯（2013年、ワーナー・ブラザース映画） - 蜷川隆興 [39]
- 奇跡のリンゴ （2013年、東宝） - 征治 [40]
- 神さまの言うとおり （2014年、東宝） - シロクマ（声の出演） [41]
- 日本のいちばん長い日（2015年） - 鈴木貫太郎 [42]
- 駆込み女と駆出し男 （2015年、松竹） - 曲亭馬琴 [43]
- 俳優 亀岡拓次（2016年、日活） - 古藤監督 [44]
- 殿、利息でござる!（2016年、松竹） - 先代・浅野屋甚内（十三郎の父） [45]
- 無限の住人（2017年、ワーナー・ブラザース映画） - 伊羽研水
- 忍びの国（2017年、東宝） - ナレーター
- 祈りの幕が下りる時（2018年1月27日公開、東宝）
- モリのいる場所（2018年、日活） - 主演・熊谷守一 [46]
- 検察側の罪人（2018年8月24日）- 白川和馬
- 長いお別れ（2019年、アスミック・エース） - 東昇平

### 舞台
- 熱帯樹（1960年・文学座）
- 犀（1960年・文学座）
- 汽笛一声（1964年・劇団雲）
- じゃじゃ馬ならし（1966年・劇団雲）
- 黄金の国（1967年・劇団雲）
- ドン・ジュアン（1967年・劇団雲）
- 榎本武揚（1967年・劇団雲）
- 野望と夏草（1970年・劇団雲）
- コリオレイナス（1971年・劇団雲）
- 人命救助法（1972年・紀伊國屋書店）
- メナム河の日本人（1973年・劇団雲）
- 建築家とアッシリア皇帝（1974年・劇団雲）
- 夜よ おれを叫びと逆毛で充す 青春の夜よ（1976年・木冬社）
- 火のようにさみしい姉がいて（1978年・木冬社）
- 冬のライオン（1982年・演劇集団 円）
- 建築家とアッシリア皇帝（1983年・パルコ / 遊人社）
- ピサロ（1985年・パルコ）
- コリオレイナス（1986年・企画制作：パルコ、制作協力：遊人社、協力：円企画）
- リチャード三世（1987年・企画制作：パルコ、制作協力：遊人社）
- 夏の夜の夢（1988年・企画制作：パルコ、制作協力：遊人社）
- マクベス（1989年・銀座セゾン劇場）
- ヘンリー四世（1991年・企画制作：パルコ、協力：遊人社／円企画）
- ダミアン神父（1991年、1995年・パルコ）
- オスカー 名も言えぬ愛（1994年・パルコ）
- リア王（1998年・新国立劇場）

### ラジオ
- 竹中直人ハードボイルド・ソーセージ（TBSラジオ）
- ラジオ深夜便インタビュースペシャル「演じること、読むこと、生きること」（NHKラジオ第1・FM）

### ナレーション
- 日本の太鼓 現地録音とナレーション （LPレコード、CBSソニー）
- ラジオドキュメンタリー「八人目のサムライ 作曲家・早坂文雄の生涯」（1993年2月7日 東北放送）
- 世界初公開! 封印された魔境セピック 〜原始の儀式に命をかける〜（2010年3月27日 BSジャパン）

### 教養・バラエティ
- 地球大進化〜46億年・人類への旅（NHK総合）
- 月曜特集・猛火に挑む密着消防最前線24時 〜火災の中におばあちゃん！山崎努が人命救助（1992年12月14日、テレビ東京）
- 日曜美術館アートシーン（2018年1月14日、NHK教育）
  - 「没後40年 熊谷守一 生きるよろこび」展（東京国立近代美術館）についてインタビュー。同展の音声ガイドナビゲーターも務める。

### CM
- 三菱電機 石油ファンヒーター 1973年 - 1974年
- トヨタ自動車『クレスタ』 1980年 - 1992年 ※一つの車種に対して12年に渡る出演は自動車のCMとしては異例の長さであり、この間にクレスタは3回のフルモデルチェンジを行なっている。
- 資生堂 アウスレーゼ 1980年 - 1983年
- 東芝 ファクシミリ 1984年
- としまえん 1980年代後半 ※出演時のキャッチコピー「山崎はいい人だ」は有名。
- 浅田飴 1986年
- キリンビバレッジ JIVE 1987年
- UCC レギュラーコーヒー 1988年
- 山一證券 サンラインF-Ⅱ 1988年
- 日立製作所 『洗濯機・静御前 これっきりボタン』 1989年 - 1990年
- 日本長期信用銀行 1990年？
- エーザイ ユベロンゴールド 1990年
- ハウス食品
  - ザ・ビーフ 1988年 - 1990年
  - 生わさび 1992年
- ロッテ クールミントガム 1992年
- アサヒビール ピュアゴールド 1993年
- コカ・コーラ 1994年
- ツムラ 日本の名湯 1996年
- デジタルツーカー中国 （娘の山崎直子と共演） 1996年 - 1997年
- サッポロビール 黒ラベル （豊川悦司と共演） 2000年 - 2002年
- 日本たばこ産業 渋茶 2003年
- サントリー
  - DAKARA 2006年
  - ボス シンプルスタイル 2010年
- NTTドコモ 2008年
- キリンビール ブランドCM （娘の山崎直子と共演） 2009年
- 創味食品 創味シャンタンDX （安田美沙子と共演） 2015年

## 著書
- 俳優のノート（メディアファクトリー、2000年3月）ISBN 978-4-84-010009-0
  - 俳優のノート 凄烈な役作りの記録（文春文庫、2003年8月、香川照之解説）ISBN 978-4-16-765679-9
  - 俳優のノート〈新装版〉（文春文庫、2013年10月）ISBN 978-4-16-783880-5
- 柔らかな犀の角 flabby rhinoceros horn 山崎努の読書日記（文藝春秋、2012年4月）ISBN 978-4-16-374970-9
  - 柔らかな犀の角（文春文庫、2014年11月）ISBN 978-4167902353
- 「俳優」の肩ごしに（日経BP 日本経済新聞出版、2022年11月）ISBN 978-4-2961-1584-6
  - 「俳優」の肩ごしに（文春文庫、2025年1月、池澤夏樹解説）ISBN 978-4-167923242